# 土平ドンペイ
ドンペイ（ドンペイ、1966年7月10日 - ）は、日本の俳優。大阪府大阪市北区出身。2023年までの旧芸名は土平ドンペイ（つちひら ドンペイ）。

## 人物
身長167cm、体重77kg、血液型AB型。特技は野球、カヌー。
野球部の特待生として比叡山高等学校に入学するが、1年のときに背中を痛めて途中退部した。その後、京都駅で「俳優募集」の張り紙を見つけ、東映京都撮影所のオーディションを受けたところ合格し、2年間俳優養成所に通う。
学校ではスキー部に転部し学園生活を過ごす。高校生活での思い出作りとして、国体に出場する！と決めカヌー競技を始める。努力の結果、高校３年時の奈良国体に出場。1985年に高校を卒業後、元自民党衆議院議員である上田茂行が経営する滋賀県大津市の不動産会社に入社。スポーツ事業部に配属され、カヌーの社会人選手・監督として4回連続国体に出場。そのかたわら、テニスインストラクターの資格を取得。カヌーを引退後、役者熱が再燃し東映京都撮影所に復帰した。その後、仕出し（エキストラ）の仕事があるという理由から京都映画撮影所に移り、働きながら週末のみ大部屋俳優を始める。29歳のときに、本格的に役者になることを決意。当時すでに結婚していて3人の子どもがいたため周囲には猛反対されたが、「3年だけ時間をくれ」と頼み込んで退職した。
『ミナミの帝王』のオーディションに通って三池崇史に気に入られたのを機に1996年に上京し、Vシネマに多数出演。「平成のVシネマで最も多く死んだ男」の異名を得る。猿岩石主演の『一生、遊んで暮らしたい』（1998年）で全国公開映画デビュー。当時は本名だったが、ネプチューン主演の『ネプチューン in どつきどつかれ』（1998年）の出演から、高校時代のあだ名に由来する現在の芸名に改名。2002年、菅原文太の紹介で以前の事務所に移籍。
2016年のNHK朝の連続テレビ小説『べっぴんさん』で広く知られるようになる。2021年より草津市親善大使（KUSATSU BOOSTERS）に就任。2024年より現名義へと変更。

## 出演

### 映画
- 新 第三の極道（1996年） - イシモトくん
- 一生、遊んで暮らしたい（1998年） - たけし
- ネプチューンinどつきどつかれ（1998年） - チビマル
- Heavenz（1998年） - 刑事
- 共犯者（1999年） - 山城会組員
- 制覇（1999年） - 能代篤
- 岸和田少年愚連隊 野球団（2000年） - 好一
- 岸和田少年愚連隊 カオルちゃん最強伝説（2001年）
- ほとけ（2001年） - あんま師 チョウ
- RUSH!（2001年）
- 練鑑ブラザーズ ゲッタマネー!（2001年）
- 難波金融伝 ミナミの帝王 劇場版PART XV 商工ローン 保証人の落とし穴（2001年）
- 地獄甲子園（2002年） - 松井ゴリラ
- 修羅の群れ（2002年）- 堀井一家組員
- 新 影の軍団（2003年） - 伊賀忍者
- ぼくんち（2003年）
- 日の丸レストラン（2004年）
- 逆鱗組七人衆（2005年） - 逆鱗組 田島勘八
- パッチギ!（2005年）
- 男たちの大和/YAMATO（2005年）
- サヨナラCOLOR（2005年）
- ゴーヤーちゃんぷるー（2006年） - 康
- 嫌われ松子の一生（2006年）
- パッチギ! LOVE&PEACE（2007年） - 銀閣
- 茶々 天涯の貴妃（2007年） - 織田有楽斎
- クジラ 極道の食卓（2009年） - 濁組組員 ボンジ
- GANTZ（2011年） - 徳川夢想
- AVN/エイリアンvsニンジャ（2011年） - 寝隅
- 探偵はBARにいる（2011年） - 桐原組組員 ブッチョ
- スマグラー -おまえの未来を運べ-（2011年）
- 探偵はBARにいる2 ススキノ大交差点（2013年） - ブッチョ
- 太秦ヤコペッティ（2013年）
- 地獄でなぜ悪い（2013年） - 武藤組組員
- 万能鑑定士Q -モナ・リザの瞳-（2014年）
- インターン!（2016年） - タクシーの客
- バニラボーイ トゥモロー・イズ・アナザー・デイ（2016年） - 高校教師
- 吉本新喜劇映画 商店街戦争（2017年） - 小川竜二
- 探偵はBARにいる3（2017年） - ブッチョ
- 無頼（2020年） - 若松組組員
- 呪い返し師—塩子誕生（2022年） - ナガサキ
- 室町無頼（2025年） - 孫八[12]

### Vシネマ
- 美女奉行 おんな牢秘抄II（1995年）
- 女とむらい師 べに孔雀（1997年）
- 仁義 20 裏切りの報酬（1999年） - 冴木組 加藤
- 日本極道史 龍神三兄弟（1999年） - 浅野組組員 山崎
- 新 銀鮫 六本木金融伝説 （2000年） - ムトウ（ヤクザ）
- 傷だらけの仁義（2000年）  - 藤堂組菊地組幹部 吉井貞道
- 広島やくざ戦争 シリーズ
  - 実録・広島やくざ戦争（2000年） - 打館組組員 西本豊
  - 広島やくざ戦争 完結編（2000年）- 共雄会山崎組組員 西本豊
  - 続・広島やくざ 流血!第三次抗争勃発!（2001年）- 荒岩組組員 田上聡
  - 新・広島やくざ戦争 武闘派列伝 伝説の広島極道 山上功治の生涯（2002年）- 被爆した兵隊
- 極悪 人間魚雷ブルース（2001年） - ヒットマン
- 実録 最後の総会屋（2001年） - マルヤマ
- 女雀龍伝 シリーズ - 鮫島刑事
  - 女雀龍伝 流血篇（2001年）
  - 女雀龍伝 誕生篇（2001年）
- 仁義 27 復讐の銃弾（2001年） - 港南連合 川瀬
- 仁義 31 暴力団再武装（2002年） - 鷹城組 木原
- 首領の女（2002年） - 坂口組藤堂組桐野組若衆 大橋慎吾
- 裏稼業列伝 ナニワの虎（2002年）
- 実録・名古屋やくざ戦争 統一への道 1（2003年） - 城田組佐崎組組員 井上誠一
- 無間地獄 凶悪金融道2（2003年）
- HOKURO 百発病伝説（2003年） - 主演・山谷吾郎（ラジオの売れっ子DJ）
- 実録・竹中正久の生涯 荒らぶる獅子（2003年） - 竹中組組員 徳永正春
- 消しゴム屋1・2（2008年）全2作 - 柴（凄腕ハッカー）

### テレビドラマ
- こちら本池上署 第5シリーズ 第10話（2005年8月15日、TBS） - 井沢栄司
- 大河ドラマ（NHK総合）
  - 功名が辻（2006年） - 助平
  - 龍馬伝（2010年） - 福田熊輔
  - 平清盛（2012年） - 伊藤忠直
  - 軍師官兵衛（2014年） - 上月景貞
  - 花燃ゆ（2015年） - 志道又三郎
  - 青天を衝け（2021年） - 多呂作
  - べらぼう〜蔦重栄華乃夢噺〜 第13回 - （2025年3月30日 - ） - 座頭[13]
- 金曜ナイトドラマ 特命係長 只野仁 3rdシーズン第30話（2007年3月9日、テレビ朝日） - 岡村
- 相棒（テレビ朝日 / 東映）
  - Season 5 第18話「殺人の資格」（2007年2月28日） - 風俗ライター
  - Season 7 第11話「越境捜査」（2009年1月14日） - 長嶺修
  - Season 13 第13話「人生最良の日」（2015年1月28日） - 朝井
  - Season 18 第1話「アレスの進撃」・第2話「アレスの進撃～最終決戦」（2019年10月9日・10月16日） - 木埜實平
- 連続テレビ小説（NHK総合）
  - 瞳（2008年度） - 「森本食堂」の常連客・ゴン
  - カーネーション (2011年度) 第15週 - 戦友男（復員兵）
  - 純と愛 (2012年度) 第19週 - 酔っ払い客
  - 花子とアン (2014年度)  - おでん屋 おやじ
  - べっぴんさん (2016年度)  -  玉井
  - おちょやん (2020年度)  -  借金取り
  - カムカムエヴリバディ (2021年度) 第16週 - 条映撮影所 監督 轟強（「棗黍之丞」シリーズ、「破天荒将軍III」を演出監督）
  - 虎に翼 (2024年度)  -  壇
- ドラマ8 / ゴーストフレンズ 第8話 - 最終話（2009年5月28日 - 6月11日、NHK総合） - 中吉（ゴースト）
- 金曜ナイトドラマ / メイド刑事 第5話（2009年7月31日、テレビ朝日） - 不良・ゴリマッチョ
- 土曜ドラマ / 再生の町（2009年8月 - 9月、NHK総合） - 陳情の全身まひ男
- 第33回創作テレビドラマ大賞 最優秀作品「まいど238号」（2010年3月20日、NHK総合） - 小松
- 臨場 続章 第6話（2010年5月19日、テレビ朝日） - 山辺武司（紅竜会構成員）
- ドラマSP「大阪ラブ&ソウル」（2010年11月6日、NHK総合）
- 仮面ライダーオーズ/OOO 第19、20話（2011年1月23日・1月30日、テレビ朝日） - 山金トイチ
- ランナウェイ〜愛する君のために 第1話（2011年10月27日、TBS） - 大阪府警刑事
- 坂の上の雲 第3部（2011年12月、NHK総合） - 戦艦三笠 砲術長 安保清種
- さばドル（2012年1月 - 4月、テレビ東京） - 林葉武彦
- 金曜プレステージ / 浅見光彦シリーズ 第45作「志摩半島殺人事件」（2012年7月20日、フジテレビ） - 袴田啓二郎
- BS時代劇 猿飛三世（2012年10月 - 11月、NHK BSプレミアム） - 黄不動
- 土曜ドラマ 夫婦善哉（2013年8月 - 9月、NHK総合） - 落語家・道草
- 「黄金のバンタム」を破った男〜ファイティング原田物語〜（2014年2月22日、フジテレビ系列） - 番記者
- 緊急取調室 シーズン1 第8話（2014年3月6日、テレビ朝日） - 中華料理「仁蘭」常連客
- 警視庁捜査一課9係 season9 スピンオフSP（2014年6月27日、テレビ朝日） - 岩井鉄男
- ドラマスペシャル「遺留捜査」（2015年5月17日、テレビ朝日） - 佐川
- 警視庁・捜査一課長 season2 最終話（2017年6月22日、テレビ朝日） - 小森田茂則
- 警視庁いきもの係 第6話（2017年8月13日、フジテレビ） - 伊勢昭典[14]
- 月曜名作劇場 税務調査官・窓際太郎の事件簿34（2018年8月6日、TBS） ‐ 橋詰孝仁
- その女、ジルバ（2021年1月 - 3月、フジテレビ） - 常連サラリーマン 松坂
- 探偵ロマンス（2023年1月 - 2月、NHK） - ピス健（守神健次）
- ギークス〜警察署の変人たち〜 第2話（2024年7月11日、フジテレビ） - 木之本 役[15]
- 秘密〜THE TOP SECRET〜 第10話（2025年3月31日、関西テレビ・フジテレビ） - 主任刑事 役[16]
- Dr.アシュラ 第5話（2025年5月14日、フジテレビ） - 救急患者 役[17]

### テレビ番組
- 逆転人生「殺人のえん罪を晴らせ 43年がかりの逆転劇」（2021年11月22日、NHK総合）ドラマパート・主演・桜井昌司

### ウェブドラマ
- 全裸監督 シーズン1 2話・3話（2019年8月8日 - 、Netflix） - 北海道警察 刑事部長
- 龍が如く〜Beyond the Game〜（2024年10月25日 - 、Amazon Prime Video） - 渋澤啓司

### 舞台
- タクフェス春のコメディ祭り「わらいのまち」

### ラジオ
- 月極ラジオ - 2005年3月前半担当
- e-m station
- 俳優 土平ドンペイの DON MY LIFE （京都三条ラジオカフェ）